# Бакитько, Рудольф Владимирович
Рудольф Владимирович Бакитько — создатель космической техники, лауреат Ленинской премии (1985) и Государственной премии СССР (1975).
Родился 8 августа 1934 года в Ташкенте. В 1944 году вместе с родителями переехал в Москву.
В 1958 году окончил радиотехнический факультет Московского энергетического института по специальности радиоинженер.
С 21 ноября 1957 года работает в организации, которая в настоящее время называется АО «Российские космические системы» (НИИ-885, с 1966 г. НИИ приборостроения, с 1991 по 2009 г. Российский научно-исследовательский институт космического приборостроения).
С 1961 года руководитель группы, затем — начальник отдела. В настоящее время (2024) — заместитель директора проектов навигационных и геодезических технологий.
Кандидат технических наук.
За участие в работе по исследованию распространения радиоволн в дальнем космосе в 1975 г. была присуждена Государственная премия СССР.
В 1985 г. в рамках проекта «Венера-15» был создан радиокомплекс для аэростатного зонда в атмосфере Венеры. В результате была впервые определена скорость ветра на этой планете. За участие в этой работе присуждена Ленинская премия.
В 1986—1988 гг. участвовал в создании бортового приемопередатчика сантиметрового диапазона волн для траекторных измерений, приема команд и передачи телеметрии КА «Фобос-Грунт». На его основе в 1991—1993 гг. был разработан бортовой радиокомплекс для международного проекта «Радио- Астрон».
Почётный радист СССР. Награждён орденом «Знак Почёта», Почётной грамотой Президента Российской Федерации (18.07.2024).
Сочинения:
- ГЛОНАСС. Принципы построения и функционирования / [Р. В. Бакитько и др.]; под ред. А. И. Перова, В. Н. Харисова. — Изд. 3-е, перераб. — Москва : Радиотехника, 2005. — 687 с. : ил., карт., табл.; 23 см; ISBN 5-93108-076-7
- ГЛОНАСС. Модернизация и перспективы развития : монография / Р. В. Бакитько, В. В. Дворкин, С. Н. Карутин [и др.]; под редакцией А. И. Перова. — Москва : Радиотехника, 2020. — 1068 с. : ил., табл., цв. ил.; ISBN 978-5-93108-198-4